# Jörg Sasse
Jörg Sasse (* 1962 in Bad Salzuflen) ist ein deutscher Fotograf und bildender Künstler. Er gilt als Vertreter der Düsseldorfer Fotoschule.

## Leben
Sasse studierte als Meisterschüler bei Bernd Becher an der Kunstakademie Düsseldorf, wo er von 1988 bis 1989 einen Lehrauftrag innehatte. Anschließend folgten diverse Projekte und Vorträge an verschiedenen Hochschulen. Ab 2003 war Sasse Professor für Dokumentarfotografie an der Universität Duisburg-Essen (heute Folkwang Universität der Künste), die er auf eigenen Wunsch nach fünf Jahren Lehrtätigkeit wieder verließ.
Sasse war Mitglied im Deutschen Künstlerbund. Seine Bilder befinden sich im Besitz zahlreicher Sammlungen. So besitzt das Solomon R. Guggenheim Museum in New York zwei Bilder von ihm und das Städel Museum in Frankfurt eines seiner Bilder. Die Sammlung der Deutschen Börse Photography Foundation enthält vier Werke von Sasse.
Er lebt und arbeitet in Berlin.

## Werk
Sasse ist im traditionellen Sinne kein Fotograf. Fotografien Anderer aus sehr unterschiedlichen und zufälligen Quellen wie Fotoalben (Aufkauf von Nachlässen) und Flohmärkten dienen ihm als Vorlagen, die als Grundlage für neue Bilder dienen. Diesen Prozess des Collagierens und Veränderns betreibt Sasse am Computer. Jörg Sasse verändert eine Vielzahl der vorgefundenen Elemente der Fotografien: Ausschnitt, Perspektive, Farbe, Schärfe usw. Es entstehen Bilder, deren Ursprung oft nicht mehr erkennbar ist. Sie präsentieren eine perfekte neue Realität, die aber Sprünge besitzt. In seinem Spiel mit der Wirklichkeit bzw. der fotografisch dargestellten Realität gelingt es Sasse, dass für die Betrachter bei genauerem Hinsehen Irritationen entstehen, die aus Widersprüchen zwischen Alltagserfahrung und -wahrnehmung herrühren (z. B. in dem er die Zentralperspektive scheinbar aufhebt). Die Bildtitel generiert Sasse in der Regel als vierstellige Zahlenkombinationen, so dass Verweise auf die Gegenstände der verwendeten Fotografie ebenso fehlen wie auf einen intendierten neuen Gegenstand.
Sasse beschäftigt sich in seiner fotografischen Arbeit mit dem Alltag, der Alltagskultur, die in den Werken von Amateurfotografen abgebildet ist. Ausgangspunkte waren der frühe Beginn einer Sammlung von Amateurfotografien, sowie die seit den 1980er Jahren selbstfotografierten alltäglichen Inneneinrichtungen, entsprechende Details und Schaufenster. Angesichts der Möglichkeiten der Computertechnik konzentrierte er sich seit ca. 1990 schließlich zunehmend auf das Bearbeiten fremder Fotografien, 1993 veröffentlichte er sein erstes auf diese Weise entstandenes Bild, ein sogenanntes „Tableau“.
2004 stellte er erstmals seine „Skizzen“ vor, digital bearbeitete Aufnahmen in kleineren Formaten. Die aus Skizzen entstehenden Arbeiten bezeichnet er als „Tableaus“, sie bilden seit den 1990ern den Schwerpunkt seines Werkes. Es handelt sich um großformatige Bilder, die teilweise stark verfremdet sind und sich von der Auseinandersetzung mit dem Alltag entfernen (siehe hierzu das Plakat auf dem Porträt Sasses, das einen Ausschnitt aus einem seiner Tableaus wiedergibt). Sie zeichnen sich aus durch eine Art malerische Komponente.
Sasses 2008 erstmals im Musée National d’Art Moderne in Paris ausgestellte Arbeit Speicher I ist eine 3-dimensionale Skulptur, die 512 Bilder beinhaltet. Die Arbeit ist die Analogisierung einer komplexen digitalen Datenbank, die es ermöglicht, zu 56 unterschiedlichen Kategorien die verschiedenartigsten Hängewände zu erzeugen. Die Arbeit ist seit 2010 im Kunstmuseum Bonn in einem eigenen Raum zu sehen.
Der Speicher II, der das erste Mal in Essen im Rahmen der RUHR.2010 – Kulturhauptstadt Europas gezeigt wurde, umfasst ebenfalls 512 Bilder. Das Ausgangsmaterial für den Speicher II stammt jedoch gänzlich aus dem Ruhrgebiet aus den Jahren zwischen Mitte der 1950er Jahre bis 2009.
Neben den „Tableaus“ entsteht seit dem Jahr 2009 die Serie der „Lost Memories“, deren fotografischer Ursprung nicht sofort ersichtlich ist. Wie auch bei den „Tableaus“ werden hier bei der Bearbeitung am Computer alle Entscheidungen zum Bild im Prozess getroffen. Die oftmals in anderen Arbeiten erzeugte Erinnerung an etwas zuvor Gesehenes wird bei den „Lost Memories“ überführt in den Spannungsraum zwischen der Wahrnehmung fotografischer Farbräume und die mit organischen Strukturen verbundenen Assoziationen.

## Veröffentlichungen Fotobände (Auswahl)
- Vierzig Fotografien 1984–1991. Schirmer/Mosel, München 1992.
- Ausstellungskatalog Kölnischer Kunstverein/Kunsthalle Zürich, Cantz, Ostfildern 1996.
- Ausstellungskatalog Musée d'art moderne de la ville de Paris, Paris 1997.
- Ausstellungskatalog Portikus, Frankfurt/Main 1998.
- Arbeiten am Bild. Kunsthalle Bremen, Schirmer/Mosel, München 2001.
- Tableaux & Esquisses. Musée de Grenoble, Schirmer/Mosel, München 2004.
- Tableaus & Skizzen 2004/2005. Kunstmuseum Bonn und Kunstverein Hannover, Schirmer/Mosel, München 2005.
- Skizzen – Der Grenoble Block. Schirmer/Mosel, München 2006.
- d8207. Verlag der Buchhandlung Walther König, Köln 2007.

## Ausstellungen (Auswahl)

### Einzelausstellungen
- 1992: Ausstellungsgebäude Mathildenhöhe, Darmstadt
- 1994: Marburger Kunstverein, Marburg
- 1995: Oldenburger Kunstverein, Oldenburg
- 1996: Städtische Galerie Wolfsburg
- 1996: Kölnischer Kunstverein, Köln
- 1997: Kunsthalle Zürich (Schweiz)
- 1997: Musée d’art moderne de la Ville de Paris, Paris
- 1998: Portikus, Frankfurt am Main
- 2001: Kunsthalle Bremen
- 2004: Musée de Grenoble, Grenoble
- 2005: Kunstmuseum Bonn
- 2006: Kunstverein Hannover
- 2007: d8207. Museum Kunst Palast, Düsseldorf
- 2012: Common Places, C/O Berlin, Berlin
- 2015: File Transfer. House of Art, České Budějovice (Tschechien)
- 2015: Serendipity. Kunsthalle Bielefeld
- 2015: Relationen. Kunsthalle Gießen

### Ausstellungsbeteiligungen
- 1998: Sightings. Institute of Contemporary Arts, London
- 1999: Unschärferelation. Kunstverein Freiburg
- 2000: Hybrid. Fotomuseum Winterthur
- 2000: Zeitgenössische Positionen zur Architekturphotographie. Museum Ludwig, Köln
- 2001: Biennale d’art contemporain de Lyon, Lyon
- 2002: Moving Pictures. Solomon R. Guggenheim Museum, New York
- 2002: heute bis jetzt. Museum Kunst Palast, Düsseldorf
- 2003: Traumwelten. Imagination und Wirklichkeit. Städel Museum, Frankfurt am Main
- 2005: Munch revisited – Edvard Munch und die heutige Kunst. Museum für Kunst und Kulturgeschichte Dortmund
- 2005 The Photographers’ Gallery, London – Deutsche Börse Photography Prize
- 2005: Imagination wird Wirklichkeit. Sammlung Goetz, München
- 2005: Whisper Not!, A different dimension of seeing: Huis Marseille / H+F Collection. Huis Marseille, Amsterdam
- 2006: Die Liebe zum Licht – Internationale zeitgenössische Fotografie. Kunstmuseum Celle & Städtische Galerie, Delmenhorst
- 2007: Die Liebe zum Licht – Internationale zeitgenössische Fotografie. Kunstmuseum Bochum
- 2007: magination Becomes Reality, Sammlung Goetz. ZKM Karlsruhe
- 2007: Dialogues and Attitudes – From the traditional forms of photography to auteur photography. Museum Ludwig, Budapest
- 2008: Objectivités. Musée National d’Art Moderne, Paris
- 2008: Kunsthalle Hamburg
- 2010: Ruhrblicke. Zeche Zollverein, Essen
- 2010: Next Generation. Kunstmuseum St. Gallen, St. Gallen
- 2012: Points of View. Kunstverein Hildesheim[3]
- 2013: Prague Biennale, Prag
- 2013: Zeitgenössische Fotografie und Videokunst aus der Sammlung. Kunsthalle Bremen
- 2013: To Open Eyes – Kunst und Textil vom Bauhaus bis heute. Kunsthalle Bielefeld
- 2015: Landscape in my Mind. Kunstforum Wien
- 2015: Human Nature. NRW-Forum, Düsseldorf
- 2015: De Picasso à Warhol. Musée de Grenoble
- 2015: Lichtbild und Datenbild – Spuren Konkreter Fotografie. Museum im Kulturspeicher Würzburg
- 2015: Selbstverständlich Malerei! Belvedere, Wien
- 2015: Homebase. Das Interieur in der Gegenwartskunst. Kunsthalle, Nürnberg
- 2016: Magical Surfaces: The Uncanny in Contemporary Photography. Parasol Unit Foundation, London
- 2016: Honey, I Rearranged The Collection. Hamburger Kunsthalle
- 2016: Hinter dem Vorhang. Verhüllung und Enthüllung seit der Renaissance. Museum Kunstpalast, Düsseldorf
- 2017: Fotografien werden Bilder - Die Becher-Klasse. Städel Museum, Frankfurt am Main
- 2017: 4x3 2017. Kunstraum Düsseldorf
- 2018: Kleine Geschichte(n) der Fotografie (#1). Sprengel Museum, Hannover
- 2018: LAND__SCOPE. Münchner Stadtmuseum
- 2019: Akademie Series 1: Kunstakademie Düsseldorf. DonGang Museum uf Photography, Südkorea - Main International Exhibition
- 2019: Writing the History of the Future. ZKM Karlsruhe
- 2020: Subjekt und Objekt. Foto Rhein Ruhr. Kunsthalle Düsseldorf
- 2020: Freischwimmer. Museum Kurhaus Kleve
- 2022: Sunset. Ein Hoch auf die sinkende Sonne. Kunsthalle Bremen

## Preise, Auszeichnungen
- 1995: Deutscher Künstlerbundpreis der Sparkasse[4]
- 2003: Cologne Fine Art-Preis[5]

## Zitate
- „Kunst ist unvorhersehbar, sie entsteht oder verschwindet in einem Prozeß, der nicht linear ist und von ständigen Rückkopplungen chaotischer oder zufälliger Ereignisse traktiert wird.“ aus Jörg Sasse: Ein paar Zeilen zu Netzwerken, 2009
- „Wir sind dem ‚Belogen-Werden‘ durch Bilder grundsätzlich in einer Nachrichtensendung ebenso ausgesetzt wie vor einem Werbeplakat.“ Jörg Sasse in einem Interview von Jörg Gruneberg zum Dokument-Charakter der Fotografie, erschienen in Scheinschlag, Nr.1-2006, Berlin
- „Zu den Bedingungen der Fotografie gehört es, mit einem bereits gefüllten Bildraum umzugehen.“ Jörg Sasse: Wo ist Trotzkij?, erschienen in Living, 8/95
- „Was mich interessiert ist […] der Punkt, an dem man meint, etwas erkannt zu haben, das sich im nächsten Moment jedoch wieder entzieht.“ Jörg Sasse im Gespräch mit Matthias Lange, erschienen in PAKT, Ausgabe #7, Sommer 95